# West Rutland
West Rutland är en kommun (town) i Rutland County i delstaten Vermont i USA. Vid folkräkningen år 2000 bodde 2 535 personer på orten. Den har enligt United States Census Bureau en area på totalt 46,6 km², allt är land.  